# 通威集团
通威集團有限公司，簡稱通威集團（英語：Tongwei Group Co., Ltd.），在1982年，是由現任主席劉漢元最早發明「渠道金屬網箱式流水養魚技術」，1986年，當時總部眉山設立前身「眉山縣漁用配合飼料廠」，1992年，旗下成立「四川通威飼料有限公司」，1994年更名「通威集團有限公司」，並搬遷至成都至今，業務在中國內地和全球生產和經營飼料、養殖、食品加工、晶硅、太陽能、房地產等。

## 历史[2][3]
1982年，劉漢元開始研發「渠道金屬網箱式流水養魚技術」，直至在1983年，19歲的他，便成功完成研發上述技術項目。
1986年，劉漢元於當時總部眉山 設立前身「眉山縣漁用配合飼料廠」，也就是當地政府支持下批准設立。
1992年，旗下成立「四川通威飼料有限公司」。
1994年，更名「通威集團有限公司」，並搬遷至成都。
1995年，「四川通威飼料有限公司」更名「通威股份有限公司」。
2004年3月2日，集團分拆「通威股份有限公司」於上海證券交易所上市。
2006年，進軍光伏行業，成立「通威太陽能有限公司」。
2007年4月16日， 首家於越南設立「越華水產飼料合資有限公司」，直至2009年5月19日，通威集團進軍海外，首次設立「越南通威有限責任公司」。
2013年9月10日，通威集團旗下通威股份，以7.8億元人民幣，收購已破產賽維太陽能旗下「賽維LDK太陽能（合肥）有限公司」，更名「通威LDK太陽能（合肥）有限公司」。
2014年，通威集團總部搬遷自通威國際中心。
2015年至今，生產更多太陽能產品類別。
2023年8月2日，通威集團被美國財富雜誌全球500強，排名為476位，以319.444億美元營業額，利潤為16.371億美元，資產為231.81億美元，總合計股東權益為38.186億美元，股東權益收益率為42.9%，淨資產收益率為7.1%，營業額收益率為5.1%，也是首次以民營光伏企業進入全球500強行列。